# Olof-Palme-Platz (Berlin)
Der Olof-Palme-Platz ist ein Platz im Berliner Ortsteil Tiergarten des Bezirks Mitte. Er stellt den Kreuzungspunkt der Kurfürstenstraße, Budapester Straße und Nürnberger Straße dar.

## Geschichte, Lage
Durch die Grünanlage wird der Eingangsbereich zum Aquarium und zum Zoologischen Garten (Eingang Elefantentor) gebildet. Am 1. März 1991 wurde der bis dahin unbenannte Platz dem – 1986 ermordeten – schwedischen Ministerpräsidenten Olof Palme gewidmet. Er stellt nach einem Gesamtentwurf der Berliner Architekten Hans-Peter Achatzi und Rolf Backmann mit dem vom Berliner Bildhauer Volker Bartsch gestalteten Ammonitenbrunnen und Bänken einen kleinen Erholungspunkt an dieser – hier sehr verkehrsträchtigen – Stelle dar.
Ursprünglich verlief die Budapester Straße direkt parallel zur Grenze des Zoos mit dem (damals noch nicht wiederhergestellten) Elefantentor und dem Aquarium, bevor sie in den 1980er Jahren verschwenkt wurde, um den heutigen Platz zu bilden. Bis 1925 gehörte das Straßenland zum Kurfürstendamm, bevor er auf diesem Teilstück in Budapester Straße umbenannt wurde.
Schmuckbrunnen
Der 2,50 × 11 × 17 Meter große Ammonitenbrunnen entstand in den Jahren 1985–1987. Der spiralförmige Brunnen, eine von der Natur abgeschaute geometrische Konstruktion, verweist auf den namensgebenden Ammoniten, einen vor über 70 Millionen Jahren ausgestorbenen Kopffüßer. Der Springbrunnen besteht aus 165 Schieferplatten (mit einem Gesamtgewicht von rund 100 Tonnen), die im Sauerland 160 Meter unter Tage gebrochen wurden sowie 13 bronzenen Skulpturen, die an urzeitliche Fossilien erinnern. Die Brunnenanlage wurde am 29. Mai 1987 von der englischen Königin Elisabeth II. eingeweiht.